# Barrinador del blat de moro
El barrinador del blat de moro (Ostrinia nubilalis) és una espècie de lepidòpter glossat de la superfamília dels piraloïdeus (Pyraloidea). És una plaga dels cereals, particularment del panís (moresc, dacsa, blat de moro). És un lepidòpter nadiu d'Europa que abans de l'arribada del blat de moro infestava el mill. També s'ha estès a l'Amèrica del Nord, des del 1917.

## Característiques
L'arna adulta fa uns 2,5 cm de llarg i amb una envergadura alar també de 2,5 cm. La femella és de color marró groguenc amb bandes irregulars a les ales. El mascle és més xic i més fosc. L'eruga fa de 2 a 2,5 cm de llarg i normalment és de color carn. La femella pon els ous per la part de sota de les fulles.

## La plaga

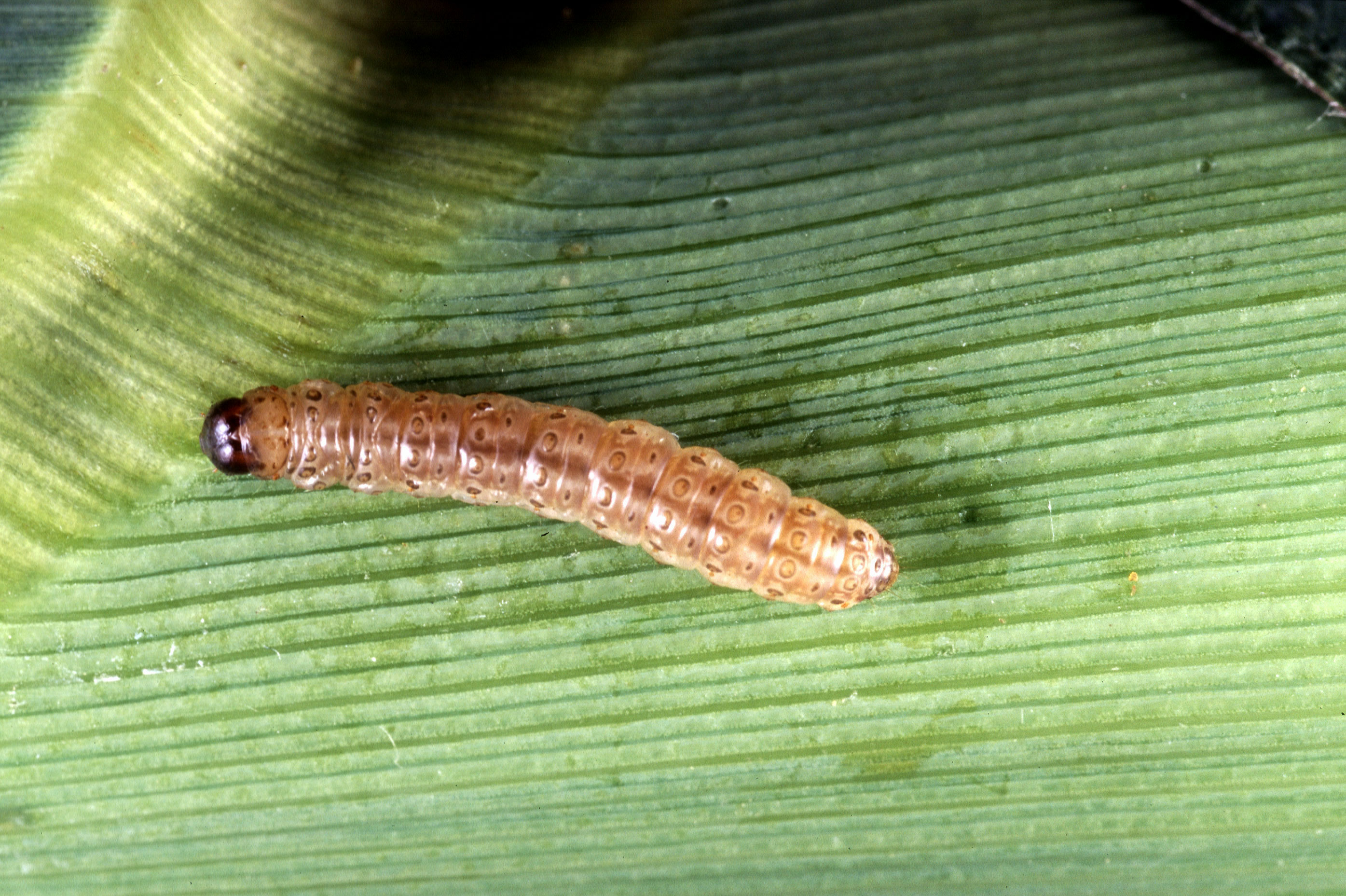
Eruga del barrinador europeu

El blat de moro encara immadur no es veu pas afectat pel barrinador, gràcies a les defenses naturals en aquest estadi de creixement. El barrinador ataca les plantes més madures en cordar túnels dins la tija del blat de moro, que fan que la planta es trenqui i caigui a terra. Per combatre'l amb control biològic es fan servir himenòpters del gènere Trichogramma que el parasiten. S'han igualment desenvolupat varietats transgèniques del tipus Bt corn que tenen el genoma modificat per la inclusió d'un gen del bacteri Bacillus thuringiensis ssp. kurstaki. Aquesta varietat produeix una toxina que mata específicament el barrinador i no afecta altres espècies.